# Genabea
Genabea är ett släkte av svampar. Genabea ingår i familjen Pyronemataceae, ordningen skålsvampar, klassen Pezizomycetes, divisionen sporsäcksvampar och riket svampar.